# Bankrupt!
Albums de Phoenix
Wolfgang Amadeus Phoenix
(2009) Ti Amo (en)
(2017)
Singles
1. Entertainment
Sortie : 18 février 2013
2. Trying To Be Cool
Sortie : TBA

Bankrupt! est le cinquième album studio du groupe de rock français Phoenix sorti le 22 avril 2013. 
L'album a été réalisé à Paris en 2012. Il est mixé par Philippe Zdar de Cassius qui avait déjà travaillé sur United et Wolfgang Amadeus Phoenix.
Bankrupt! est élu « album rock de l'année » aux Victoires de la musique 2014.

## Pistes
| No  | Titre             | Durée |
| --- | ----------------- | ----- |
| 1.  | Entertainment     | 3:41  |
| 2.  | The Real Thing    | 3:23  |
| 3.  | S.O.S. In Bel-Air | 3:42  |
| 4.  | Trying To Be Cool | 3:48  |
| 5.  | Bankrupt!         | 6:57  |
| 6.  | Drakkar Noir      | 3:23  |
| 7.  | Chloroform        | 4:04  |
| 8.  | Don't             | 3:17  |
| 9.  | Bourgeois         | 4:52  |
| 10. | Oblique City      | 3:29  |